# ماري بروكتر
ماري بروكتر (بالإنجليزية: Mary Proctor)‏ (و. 1862 – 1957 م) هي عالمة فلك من الولايات المتحدة الأمريكية.
توفيت عن عمر يناهز 95 عاماً.